# Roxy Music
Roxy Music (МФА: [ˈrɒk.si ˈmjuː.zɪk]) — британская рок-группа, основанная в 1970 году Брайаном Ферри (вокал, пианино, клавишные) и Грэмом Симпсоном (бас-гитара). Позднее к ним присоединились Фил Манзанера (гитара), Энди Маккей (гобой, саксофон) и Брайан Ино (клавишные, синтезатор), однако состав коллектива постоянно менялся, а фактическим лидером в ней оставался Брайан Ферри. Композиции группы сочетали в себе ироничную поэзию, виртуозное исполнение и стильные сценические постановки, наполненные образцами высокой моды, китча и коммерческой фотографии. Характерной особенностью ранних работ группы стал симбиоз лирики и модернизма. В творчестве Roxy Music преобладали меланхоличные композиции.
Выпустив дебютный одноимённый альбом Roxy Music в 1972 году, коллектив добился признания в Великобритании, а сам диск достиг десятки британского хит-парада среди музыкальных альбомов, получив одобрение критиков, которые отметили органичное переплетение жанров и оценили новаторские идеи музыкантов. Сингл с песней «Virginia Plain», не вошедшей в альбом, оказался в первой четвёрке хит-парада Британии, посвящённого индивидуальным композициям. Второй альбом, For Your Pleasure (1973), заслужил ещё большие похвалы рецензентов, многие даже сочли его лучшим диском 1970-х годов. Стремление Ферри к лидерству привело к кризису в группе и уходу Брайана Ино в 1973 году. Тем не менее следующие полноформатные релизы, Stranded и Country Life оказались ещё успешнее своих предшественников. Признания по обе стороны Атлантики Roxy Music добились в 1975 году с выходом хит-сингла «Love Is the Drug» из альбома Siren.
Эволюция стиля Roxy Music, начавшаяся с Manifesto (1979), изданного после первого распада группы в 1976 году, дала возможность Брайану Ферри, став единоличным лидером в группе, оттянуть всё внимание поклонников и прессы на себя. Исполнив кавер-версию песни Джона Леннона «Jealous Guy», Roxy Music возглавили британский хит-парад в 1981 году. Наиболее успешными альбомами в дискографии группы стали Flesh and Blood (1980) и Avalon (1982). Последний из них принёс коллективу всемирный успех и признание. Критики отмечали в этих работах качественные аранжировки, красивые мелодии, удачные инструментальные партии, романтичное настроение, выигрышное звучание синтезаторов. «More Than This» из Avalon, став хитом, добралась до второго места среди синглов в Норвегии. После этого в 1983 году Roxy Music вновь распались, а все бывшие участники продолжили заниматься своими сольными проектами. В 2001 году группа воссоединилась и, объявив о записи нового альбома, который так и не был выпущен, стала гастролировать.
9 альбомов группы входили в лучшую десятку британского хит-парада UK Albums Chart, три из которых, Stranded, Flesh and Blood и Avalon, находились на вершине, 9 синглов попали в десятку UK Singles Chart.
Рок-критик Лестер Бэнгс назвал творчество ранних Roxy Music «триумфом театральности», полагая, что в нём воплотилась сама суть провокационной пародии — умение «… ложью говорить правду». Айра Роббинс назвал Roxy Music «возможно, самой влиятельной рок-группой 70-х годов». 4 релиза группы входят в список 500 величайших альбомов журнала Rolling Stone (2003). В 2004 году журнал Rolling Stone отнёс Roxy Music к числу ста самых выдающихся исполнителей и групп современности. Согласно журналу New York Magazine, новая волна обязана своему появлению Дэвиду Боуи и Roxy Music.
В 2019 году Roxy Music были включены в Зал славы рок-н-ролла, после объявления их номинации годом ранее.

## История группы

### Образование коллектива (1970—1971)

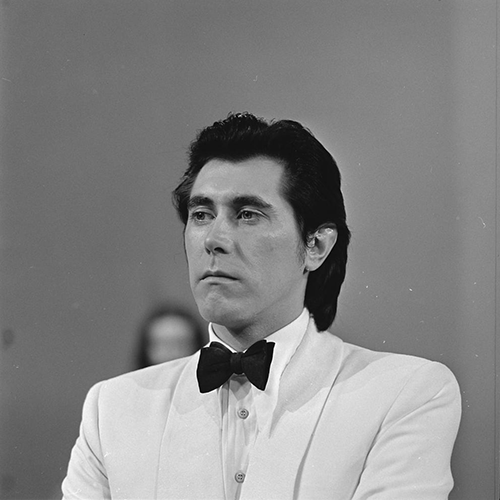
Брайан Ферри — один из основателей коллектива, вокалист, пианист и клавишник

В 1970 году Брайан Ферри, выпускник Ньюкаслского университета, успевший поработать художником, водителем грузовика и преподавателем керамики в женской школе, решил попытать счастья на ниве рок-музыки и создать группу, которая бы удовлетворяла его музыкальным предпочтениям: американский ритм-энд-блюз, соул и джаз. Цель казалась неосуществимой, так как британская публика отдавала предпочтение психоделической музыке, набирало популярность и мод-движение. Несмотря на это, Ферри стал вокалистом блюз-группы Gas Board, которая вскоре прекратила своё существование. Первая неудача не отбила у Ферри желания создать собственный коллектив, и молодой вокалист начал играть на пианино, а также устроил прослушивание музыкантов в женской школе, вместо того, чтобы читать учащимся лекции. За проведение самовольных прослушиваний записей в аудитории Ферри был уволен с должности преподавателя. Затем Ферри попал на прослушивание к прог-рокерам King Crimson, в качестве претендента на освободившееся место певца и бас-гитариста Грега Лейка. Роберт Фрипп и Питер Синфилд оценили способности Ферри, но пришли к выводу, что манера пения дебютанта (не играющего, кроме того, на бас-гитаре) не подходит их коллективу. Дебютант, однако, произвёл столь приятное впечатление, что Фрипп впоследствии помог молодой группе Roxy Music подписаться на инди-лейбл E.G. Records.
Вскоре после неудачи Ферри с King Crimson Грэм Симпсон, бывший бас-гитарист Gas Board, свёл его с саксофонистом и гобоистом Энди Маккеем, одно время игравшим с Лондонским симфоническим оркестром. Затем к этой паре присоединился Брайан Ино, любивший экспериментировать со звуковыми эффектами. Через некоторое время в коллектив влились барабанщик Декстер Ллойд и гитарист Роджер Банн. Оба они продержались всего месяц, но успели принять участие в первых демозаписях. По объявлению в Melody Maker в коллектив пришёл барабанщик Пол Томпсон, державший палочки в руках с 15 лет и имевший солидный музыкальный опыт. В 1971 году бывший гитарист прог-рок-группы The Nice — Дэвид О’Лист — заменил Роджера Банна.
Тогда же к группе присоединился гитарист-любитель Филипп Таргетт-Адамс, который работал клерком в турагентстве и успел поиграть в Quiet Sun. На прослушивании Ферри отдал предпочтение О’Листу, а Таргетт-Адамс получил место концертного звукорежиссёра. Тем временем Ферри всерьёз задумался о названии для своей команды и предложил «Roxy», — так назывался один известный кинотеатр. Название пришлось скорректировать (добавив «Music»), поскольку выяснилось, что группа Roxy уже существует в Америке.
Попытавшись пробиться на большую сцену, Roxy Music столкнулись с проблемой: звукозаписывающие компании отказывались подписывать с ними контракт из-за нестандартной манеры исполнения Ферри и Ино (странные мелодии, музыкальные элементы и приёмы десяти-двадцатилетней давности, романтика в сочетании с нигилизмом, гобой в рок-н-ролле и т. п.). Один лейбл охарактеризовал присланный материал как «музыку будущего» и предложил зайти через год. В это время в прессе появилось первое упоминание о Roxy Music.
В стратегии успеха, выбранной группой, главное место отводилось студийным записям и их продвижению на радио и телевидении. Регулярные выступления в барах и клубах, не сулившие быстрого успеха, были для двадцатисемилетнего Ферри утомительны, да и остальные участники группы (за исключением, разве что, Ино) сторонились обычного для того времени образа жизни бродячих музыкантов. Ферри, следуя советам Теодора Адорно, цинично рассчитывал продать — большому бизнесу, а затем и публике, — законченный стиль «в цельной упаковке». Музыканты сосредоточились на шлифовке демозаписей, общении с радиоведущими и журналистами, а немногочисленные концерты на престижных площадках рассматривали лишь как один из элементов раскрутки проекта. В декабре 1971 года группа заявила о себе выступлениями на рождественском концерте в поддержку галереи «Тейт», в лондонском клубе «100» и на балу в Редингском университете. Заручившись информационной поддержкой журналиста Ричарда Уильямса из Melody Maker, 21 января 1972 года Roxy Music впервые появились в радиоэфире BBC. С этого момента поклонником их творчества стал влиятельный британский радиоведущий Джон Пил.

### Дебютный альбом (1972)
1 февраля группа дала закрытый концерт для руководства E.G. Records, представителем которого выступал Дэвид Энтховен. В результате состав внезапно покинул О’Лист. Причиной стала ссора между ним и Полом Томпсоном, вспыхнувшая прямо во время прослушивания. Когда О’Лист не появился на следующей репетиции, музыканты пригласили Филипа Таргетта-Адамса, якобы для настройки микшера. Филипу вручили гитару, попросили сыграть, и он понял, что его позвали на неофициальное прослушивание. Таргетт-Адамс быстро освоился, разучив весь репертуар группы. 14 февраля он стал новым гитаристом коллектива и взял псевдоним Фил Манзанера. Через две недели Roxy Music подписали в E.G. Records контракт на выпуск дебютного альбома.
Запись дебютной пластинки проходила в Command Studios (Лондон), заняла две недели и обошлась всего в 5 тысяч фунтов. Финансированием пластинки занимался лейбл E.G., продюсером выступил Питер Синфилд, покинувший к тому времени King Crimson. Работа над альбомом была завершена к концу марта.
Мне нравился Грэм. Он был одним из самых интересных людей, с которыми мне довелось работать. Он имел решающее значение для моего развития как музыканта, в те далёкие годы он был столпом силы и вдохновения.
В апреле от коллектива стал отдаляться басист Грэм Симпсон. После смерти матери от рака у него началась депрессия и стало проявляться психическое расстройство. Он становился всё более отчуждённым и необщительным, что привело к его уходу почти сразу после завершения работы над альбомом. С тех пор постоянного басиста в Roxy Music не было, музыканты предпочитали нанимать сессионных музыкантов. Первым в их череде стал Питер Пол, который успел поучаствовать во второй сессии на BBC, записанной 23 мая. А ещё через четыре дня Roxy Music впервые выступили перед большой аудиторией — на фестивале Great Western Pop Festival в Линкольншире, — и к этому выступлению Питер Пол уже был заменён на бывшего басиста Armada Рика Кентона.
Группа стала главным «клиентом» культового модельера и стилиста Энтони Прайса, в активе которого к тому времени уже были работы с Rolling Stones. Прайс придумывал для участников Roxy Music костюмы, невообразимые даже по меркам глэма и уступавшие в эпатажности разве что нарядам Дэвида Боуи.
Работа над самим альбомом и над его обложкой, стилистом которой стал опять же Прайс, по всей видимости, уже была завершена, когда группа отправилась в Island Records, чтобы подписать соглашение о выпуске пластинки на этом лейбле. Глава отделения по артистам и репертуару Тим Кларк был уверен, что контракт с Roxy Music будет подписан без всяких неожиданностей. Но на директора компании Криса Блэквелла молодая команда поначалу не произвела особого впечатления, и вопрос повис в воздухе. Помог случай: Кларк и Энтховен, стоя в офисном коридоре, рассматривали обложку альбома, где на целый разворот расположилась длинноногая красотка в стиле пинап. Их заметил Блэквелл и тоже решил взглянуть на фотографию. «Шикарно! Мы с ними ещё не заключили контракт?» — спросил он. Через несколько дней контракт был подписан, а Ферри в дальнейшем неизменно привлекал Прайса к разработке дизайна обложек.

Альбом под названием Roxy Music поступил в продажу в июне. Пластинка оказалась коммерчески успешной и достигла 10 места в UK Albums Chart. Успеху предшествовал (и во многом способствовал) дебют группы на телевидении, в программе Old Grey Whistle Test. Тогда же их первый диск получил одобрительные отзывы критиков, отметивших удачный сплав музыкальных жанров: глэм-рок, психоделический рок, прогрессивный рок, арт-рок, джаз и фолк. Гитарные партии Манзанеры звучали ещё «сыровато», так как он совсем не попадал в ритм. 

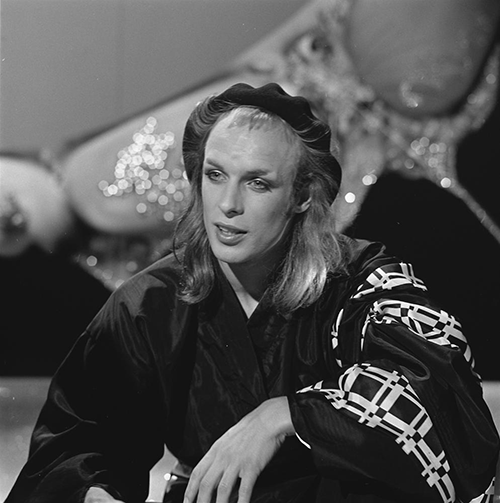
Брайан Ино

Как выяснилось впоследствии, альбом оказал заметное влияние на ход музыкальной истории и приобрёл репутацию одной из самых интересных и новаторских работ всех времён. По мнению газеты The Guardian, этот альбом стал «звуком будущего», где Брайан Ферри выразил в своих песнях собственное экзистенциалистическое видение будущего человека.
Это была первая для всех нас работа, так что действовали мы сообща, по два-три песенных наброска вбрасывая в каждую композицию. Многое в этом альбоме неудачно, прежде всего, моё пение, потому что в то время своего собственного стиля исполнения у меня ещё не было. Но общее звучание мне нравится. Гобой Энди <Маккея> прозвучал очень свежо для рок-н-ролла; кроме того, Ино экспериментировал с каждым звуком, так или иначе его искажая. И ещё у альбома была превосходная обложка, положившая начало целой серии. Я не хотел, чтобы на ней были участники группы: нужна была экзотическая, яркая модель. Автором фотографии был Карл Стокер, очень привлекательный молодой человек, который потом женился на дочери Эррола Флинна.Брайан Ферри

Первый сингл группы был записан только через месяц после выхода дебютного альбома, и на нём можно услышать бас-гитару Рика Кентона. Песня «Virginia Plain» не вошла в оригинальное британское издание пластинки и была включена в альбом «задним числом». «Virginia Plain» был издан 4 августа 1972 года и попал на четвёртую строчку UK Singles Chart. 
Roxy Music не собирались быть такими как все. Они создали альбом, не похожий на другие, и начали носить ретро-костюмы в стиле 50-х годов. В поддержку альбома был устроен концертный тур, шоу которого начались ещё в 1971 году, когда музыканты записывали дебютный альбом и сингл, а также участвовали в программах передач для BBC. Roxy Music выступали в основном перед английской и американской публикой, побывав на разогреве у таких «звёзд», как Alice Cooper и Дэвид Боуи. В США коллектив поддерживал Jethro Tull, Jo Jo Gunne и Эдгара Уинтера.
Roxy Music получил золотой статус в Великобритании. Популярность Roxy Music распространилась и на континент, а на родине их творчество было охарактеризовано как смешение низкого и высокого, китча и элитарной культуры. На американскую же публику группа не произвела никакого впечатления, и дебютный релиз в США остался никем не замеченным.

### For Your PleasureиStranded. Уход Ино. (1973)
Roxy Music отправились в турне, которое, неплохо начавшись, обернулось неудачей. Жёсткий график выступлений оказался непосилен для Брайана Ферри, — из-за обострения тонзиллита в октябре 1972 года он потерял голос. Гастроли пришлось прервать. Вокалисту группы удалили миндалины, и уже через несколько недель после операции Roxy Music прибыли в США. Особого впечатления на местную публику вновь им произвести не удалось.
Материал для второго альбома группы, получившего название For Your Pleasure, был записан в феврале 1973 года в лондонской Air Studios. Альбом положил начало успешному сотрудничеству Roxy Music с продюсером Крисом Томасом, которое продолжалось вплоть до распада группы. Для записи альбома Ферри пригласил своего приятеля по Gas Board Джона Портера, который стал уже четвёртым по счёту бас-гитаристом Roxy Music за полгода. 1 марта 1973 вышел сингл «Pyjamarama» (с «The Pride and the Pain» на обороте), вскоре он поднялся до 10-й позиции в британских чартах.
15 марта группа вышла в большое британское турне в поддержку альбома, который поступил в продажу 23 марта. Как и в случае с дебютным альбомом, релизу лонгплея не предшествовал выпуск сингла из него — песни «Pyjamarama» на пластинке не оказалось.
Внимание публики привлекла медленная композиция «In Every Dream Home a Heartache» о трагической страсти героя к надувной секс-кукле. Песня шокировала небывалой по тем временам откровенностью.
Спустя месяц после релиза группа перебралась с концертами на континент и до конца мая успела посетить Италию, Швейцарию, Германию и Нидерланды. В сет-лист тура вошли лишь две вещи с дебютной пластинки — «If There Is Something» и «Ladytron», весь остальной материал был свежим. Вместе с Roxy Music выступали Аманда Лир, Крис Спеддинг и The Sharks.
В британских чартах альбом поднялся до четвёртого места, и в июне группа получила свою первую большую награду: Grand Prix du Disque (за «Лучший альбом») на фестивале «Золотая роза» в Швейцарии.
Впоследствии музыкальные критики признавали, что первые два альбома Roxy Music как минимум на 5 лет опередили время. Звучание этих работ ближе к арт-року и панку конца 1970-х годов (Magazine, Talking Heads, Japan) и движению «новых романтиков», чем собственно к глэм-року, к которому традиционно относят творчество Roxy Music. For Your Pleasure находится на 394-й позиции в списке пятисот величайших альбомов журнала Rolling Stone (2003).
Влияние альбома For Your Pleasure на развитие прогрессивного рока трудно переоценить. В своём втором альбоме Roxy Music открыли тёмную сторону гламура, а также группе удалось представить идеальный синтез панка, рок-н-ролла и авангарда. «Альбом остаётся настоящим шедевром не только дискографии коллектива, но и всей музыки 1970-х» — подчеркнул рецензент Андрей Бухарин из Rolling Stone Russia.

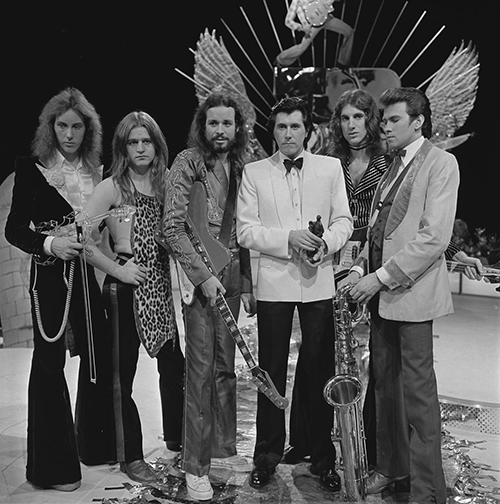
Roxy Music на TopPop AVRO в 1973 году

В июле 1973 года из группы ушёл Брайан Ино; в качестве причины указывались «творческие разногласия», но позже стало известно, что он был раздосадован безразличием Ферри к его композициям: Ферри предпочитал лёгкие и простые номера, а Ино всегда выступал за эксперименты. Претензии личного характера только добавляли противоречий: Ферри откровенно завидовал тому, что пресса уделяет больше внимания Ино, чем ему. Ино же, в свою очередь, обвинял Ферри в стремлении к диктату в Roxy Music и пренебрежении интересами других участников. В результате конфликта Брайан Ино покинул группу. Его уход сильно отразился на творчестве группы, Roxy Music потеряли ту изящность мелодий, которую создавал Ино, без него они зазвучали более «грубо» и «сыро». На смену Ино пришёл мультиинструменталист Эдди Джобсон (экс-Curved Air, причём Ферри сделал это назначение, не посоветовавшись с коллегами. Осеннее турне группа провела уже в несколько изменённом сценическом формате: клавишные полностью взял на себя Джобсон, а Ферри стал «чистым» фронтменом, выйдя к микрофонной стойке. Осенью Ферри выпустил сольный альбом кавер-версий These Foolish Things (5 строчка); хитом стал сингл из него, «A Hard Rain's a-Gonna Fall» — композиция авторства Боба Дилана, занявшая 10 позицию в чартах.
В ноябре 1973 года вышел третий альбом Roxy Music, Stranded, записанный с новым басистом Джоном Густафсоном и ставший первым лидером британских чартов в дискографии группы. В этой работе свой авторский потенциал впервые реализовали Манзанера и Маккей. Для обложки снялась фотомодель Мэрилин Коул, «подружка месяца» Playboy — и тогдашняя подружка Ферри. В декабре сингл «Street Life» с песней, открывающей альбом, поднялся до 9 строчки в UK Singles Chart. Stranded был принят в США лучше первых двух альбомов (он вышел — по новому контракту — на Atco Records). С уходом Ино в работах Roxy Music стало значительно меньше поиска и экспериментаторства, хотя авантюризм Ферри никуда не делся. Больше места стало отводиться фортепиано и «тяжёлым» гитарным партиям. Таким образом, даже без «фирменных» синтезаторных «накатов» Ино музыка сохранила «будоражащую непривычность» звучания, хотя и в новом воплощении.
По мнению критиков, Stranded стал одним из самых интересных и захватывающих альбомов 1970-х годов. Основу материала создают клавишные и гитары, остальные инструменты лишь дополняют их звучание. Гитарные соло Фила Манзанеры стали более выразительными, голос Ферри иногда кажется «замученным», а иногда и «грубоватым». Одной из выдающихся композиций альбома стала «A Song for Europe», тяготеющая к хард-року.
For Your Pleasure и Stranded получили золотые сертификации в Британии. Также For Your Pleasure вошёл в список 500 величайших альбомов по версии журнала Rolling Stone, заняв в нём 387 позицию.

### Country LifeиSiren. Распад коллектива (1974—1976)
1974 год группа начала очень успешными европейскими гастролями, а в мае музыканты отправились в США. Параллельно сольные пластинки выпустили Ферри (летом вышел его второй альбом каверов Another Time, Another Place, 4 место в чартах) и Маккей (инструментальный альбом In Search of Eddie Riff, в работе над которым приняла участие вся группа, за исключением вокалиста).

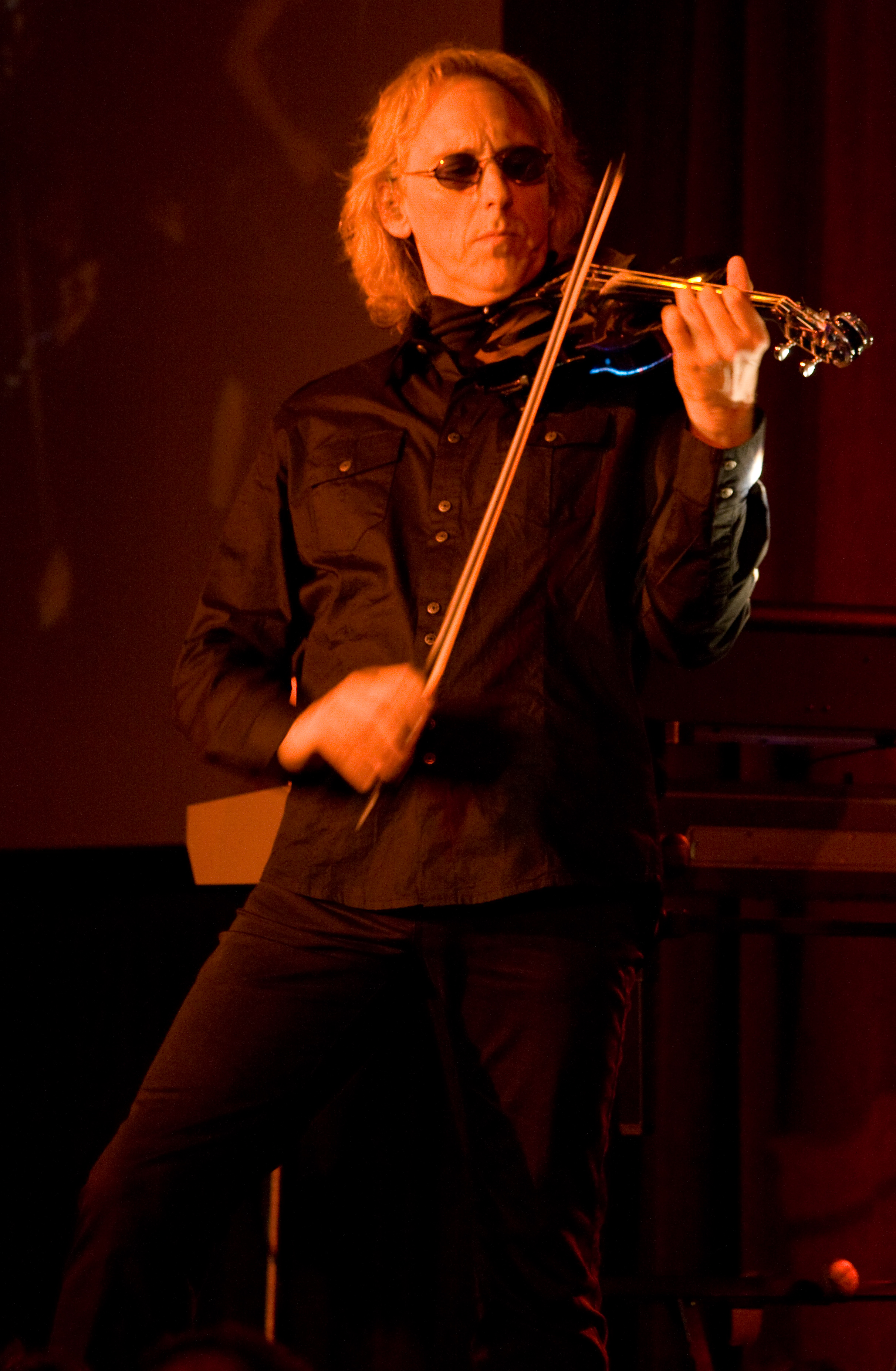
Скрипач и клавишник — Эдди Джобсон, игравший в группе с 1973 по 1976 годы

На фоне растущей популярности Ферри в октябре 1974 вышел очередной сингл Roxy Music «All I Want Is You» (12 место в хит-параде Великобритании), а месяц спустя в продаже появился и четвёртый альбом группы Country Life. В Штатах фотографию двух моделей в прозрачном нижнем белье на обложке пришлось заменить на более привычный для американского потребителя сельский пейзаж.
Country Life был встречен прохладнее своего предшественника, хотя и не уступал ему в качестве представленного материала. Как и на Roxy Music, на Country Life удачно переплетены несколько стилей. В альбоме присутствуют глэм-роковые и арт-роковые номера. Отчётливо ощущается влияние блюза и кантри: ярким примером таких экспериментов предстаёт композиция «If It Takes All Night». Пластинка также содержит баллады, совмещающие элементы классической музыки, поп-музыки и джаза Впервые в процессе записи группой был использован клавесин. Наиболее заметными треками альбома стали «Three and Nine», «Prairie Rose», «Thrill of It All».
В Великобритании Country Life поднялся до 3 позиции. В США новый альбом был встречен благосклонно, большой интерес прессы вызвал скандал с обложкой. После выхода американского издания обозреватель Rolling Stone Джим Миллер заметил, что Roxy Music во многом исчерпали свои возможности. В первую очередь, это было связано с рафинированным позёрством Ферри и достигшей предела стерилизацией давно отработанного звучания. При этом Миллер констатировал, что альбомы Stranded и Country Life — это зенит британского арт-рока. Roxy Music провели гастрольный тур в США в поддержку Country Life вместе с басистом Джоном Уэттоном, но, несмотря на внимание к студийной работе британцев, к их концертным выступлениям американцы отнеслись скептически.
Лето 1975 года ознаменовалось новыми сольными релизами: Ферри попал в британские чарты с синглом «You Go to My Head», Манзанера с бывшими коллегами по Quiet Sun выпустил второй альбом Mainstream.
Последовавшее затем британское турне Roxy Music проводили с вернувшимся в состав Густафсоном — Уэттон перешёл в Uriah Heep. Исполняли, в основном, материал уже следующего, пятого альбома Siren, записанного с продюсером Крисом Томасом и вышедшего в ноябре 1975 года.
Альбом, над материалом которого, помимо Ферри, трудились Манзанера, Маккей и Джобсон, поднялся до #6 в UK Albums Chart, что не помешало британским критикам встретить его враждебно и даже объявить худшим в дискографии группы. Ещё больший успех снискал сингл «Love Is the Drug», к 8 ноября поднявшийся в чартах до 2-го места, в то время как ещё один сингл, «Both Ends Burning», занял лишь 25 строчку.
Siren — пиковая и переломная работа первой половины творчества Roxy Music. Боль и мрак уступают место меланхолии и романтике, ставшей фундаментом для последующих поисков группы. Рецензенты альбома усматривают влияние как европейской, так и американской музыки, в частности фанка. Из-под шумовых наслоений проступают танцевальные дискотечные ритмы, чего ранее у Roxy не наблюдалось. Впрочем, диск и был практически полностью ориентирован на американскую аудиторию.

Думаю, что это наш лучший альбом. В нём энергия первых двух и профессионализм двух последних. Преимущество создания большого количества альбомов в том, что вы можете научиться делать каждый следующий звук профессиональнее предыдущего. Хотя в итоге упираешься в проблему, когда точно знаешь, что должно быть на каждой дорожке. Для Country Life мы использовали 24-дорожечную студию, для Siren — 16-дорожечную. Все стараются записаться на каждой дорожке, так что приходится соблюдать какую-то дисциплину. В один прекрасный момент ты вынужден дипломатично сообщить, что то, что ты хочешь добавить было бы очень хорошо, но это может отвлечь от того, что там уже есть
Оригинальный текст (англ.)I think, that it is the best album we've done. It has the energy of the first two and the professionalism of the last two. The advantage of making a lot of albums is that you acquire the expertise to make each new one sound more and more professional. In the end though, you get problems of knowing how much to put on each track. For Country Life we used a 24 - track studio, this time we used a 16-track. Everyone now is keen to play on every track so there has to be a certain amount of discipline. There comes a time when you have to say diplomatically what you want to add on would be very nice, but it might detract from what's already there.
— Брайан Ферри
«Love Is the Drug», авторами которой выступили Брайан Ферри и Энди Маккей, стала первой из композиций Roxy Music, попавшей в ротацию на радио. Кроме того, она показала лучший результат в американских чартах за всю историю группы, поднявшись до 30 строчки в Billboard Hot 100.
Успех альбома и сингла в США подвиг участников группы на турне по Америке. Путешествие обострило накопившиеся разногласия между музыкантами, и каждый из них стал уделять ещё больше внимания сольному творчеству. Манзанера в США образовал прог-рок-группу 801. Маккей написал музыку к телесериалу «Rock Follies» (саундтрек возглавил британские чарты), Ферри с Крисом Спеддингом записал «Lets Stick Together» (4 место в Великобритании).
26 июня 1976 года Ферри, отчаявшись найти компромисс между сольной карьерой и работой в ансамбле, объявил о том, что участники расходятся по своим делам «как минимум до конца года». В августе вышел концертный альбом Viva!, куда вошли концертные записи, сделанные в Глазго, Ньюкасле и на «Уэмбли». Он поднялся до 6 позиции в Британии. В следующем году был издан сборник лучших хитов группы, Greatest Hits, занявший 20 место в британском хит-параде. К тому времени релизы Country Life и Siren получили золотой статус, а Viva! — серебряный.

### ManifestoиFlesh and Blood. Эксперименты со стилем (1978—1980)
В ноябре 1978 года, после полутора лет «спячки», Ферри вновь созвал группу, в состав которой вошли, кроме него, Манзанеры, Маккея и Томпсона, клавишники Пол Кэррак (экс-Ace) и Алан Спеннер, а также двое басистов: Гэри Тиббс (The Vibrators) и Алан Спеннер (Kokomo). Джобсон и Уэттон, не дождавшись приглашения, образовали UK.

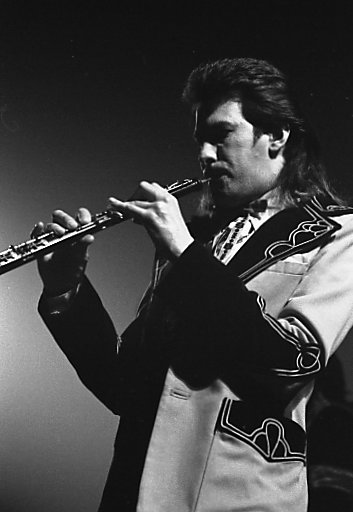
Гобоист и саксофонист — Энди Маккей

Энди Маккей — абсолютная икона рок-музыки. Он модернизировал саксофон и задействовал его в современной музыке, благодаря чему сегодня он используется во многих композициях. Без Маккея этого бы не произошло.
Выпущенный в марте 1979 года сингл «Trash» провалился, добравшись лишь до 40 места в чарте, но альбом Manifesto поднялся в Британии до 7 позиции. Этому способствовал успех сингла «Dance Away», который повторил достижение «Love Is the Drug», заняв 2 строчку в Великобритании, чему, в свою очередь, предшествовало яркое выступление группы 7 января 1979 года в программе Top of the Pops. В сентябре хитом стал и второй сингл из альбома, «Angel Eyes» (4 место).
Группа записала почти концептуальный альбом, в то время как на эстраде уже царил панк. Одна сторона пластинки — «East Side» — записана в британских традициях, на другой — «West Side» — явственно ощущается американское влияние. В целом оставшись верными себе, на Manifesto Roxy стали звучать мягче, чем когда-либо, и ещё больше сблизились с поп-музыкой, а точнее с так называемым «салонным диско», хотя, к примеру, на треке «Stronger Through the Years» сохранили арт-роковое звучание. То же можно сказать и о заглавной композиции, написанной Ферри под впечатлением от творчества классика поп-арта Класа Ольденбурга. Клавишным и вокалу Ферри стало уделяться больше внимания, гитары отошли на задний план. Критики встретили альбом благосклонно, однако не обошлось без потерь — во время записи пластинки травмировал руку барабанщик Пол Томпсон, в результате сего вынужден был уйти.
В поддержку релиза стартовал мировой Manifesto Tour, в Британии на разогреве выступали The Tourists (Энни Леннокс и Дэйв Стюарт), в Германии — The Wire, в США — Rough Diamond. Выступления Roxy Music в Денвере были отсняты и вошли в концертный альбом Concert Classics. Шоу в Манчестере были записаны телеканалом Granada TV и изданы на On The Road в 1991 году, в Австралии в 2003-м они вышли на DVD. Альбом Manifesto впоследствии получил золотой статус в Великобритании.
В январе 1980 года Roxy Music записали альбом Flesh + Blood. Впервые в своей истории группа здесь представила две кавер-версии: «Eight Miles High» (The Byrds) и «In the Midnight Hour» (Уилсон Пикетт) — выбор явно свидетельствовал о желании угодить американскому радио. Пластинку музыканты записывали трио: Ферри, Маккей, Манзанера. В числе музыкантов, помогавших им в студии, были Энди Ньюмарк, Нил Хаббард, Саймон Филлипс, Нейл Джейсон и Алан Спеннер. Вышедший в мае 1980 года сингл «Over You» поднялся до #5 в Британии. Пластинка записывалась под практически полным диктатом Ферри. Аранжировки и сами песни стали наиболее утончёнными и качественными, произошло значительное упрощение стиля в угоду стилизации.
Релиз получил изрядную порцию критики от рецензентов, при этом ему сопутствовал большой коммерческий успех. По сравнению со всеми предыдущими студийными работами группы, Flesh and Blood лучше ротировался, и в Британии группа с ним впервые возглавила чарты. Альбом оказался на вершине хит-парада также в Новой Зеландии.
28 июня группа (с Хаббардом, Кэрраком, Тиббсом и Ньюмарком) вышла в обширное европейское турне, на 60 концертов. Однако 14 июля выступления были отменены из-за болезни Ферри, который потерял сознание в гостиничном номере. Ферри был спешно вывезен с юго-запада Франции в Британию, где выяснилось, что у него острая почечная инфекция. Впрочем, уже через десять дней группа, вместе с выписавшимся из больницы вокалистом, продолжила гастроли и выступила в брайтонском Conference Centre.
После успеха сингла «Oh Yeah (On the Radio)» (поднялся до 5 позиции в Британии) в ноябре вышел и третий сингл альбома, «The Same Old Scene» (#12 в Британии). Альбом получил платиновый статус в Великобритании.
В декабре 1980 года Маккей и Манзанера в составе The Players выпустили альбом Christmas на американском лейбле Rykodisc. Манзанера с Уэттоном под названием The Dumbells выпустили сингл «Giddy Up/A Christmas Dream». Трагическая гибель Джона Леннона заставила Roxy Music прервать австралийские гастроли для записи трибьюта «Jealous Guy». В марте следующего года сингл поднялся на вершину британских чартов и продержался там две недели.

Мы были на гастролях в Германии спустя пару недель после смерти Леннона. Я предложил сотворить живую версию «Jealous Guy» как трибьют Леннону и получил такое бурное одобрение, что мы тут же вернулись домой, записали песню и выпустили её синглом. Мы всегда были группой, больше ориентированной на альбомы, чем на синглы. У нас уже были альбомы под номером 1, и наши синглы попадали в «пятёрку». Но это был наш первый сингл, который попал на вершину. У нас появился хит номер 1, но это ровным счётом ничего не меняло.
Оригинальный текст (англ.)We were playing a big concert in Germany a couple of weeks after John Lennon had died, so I just said: 'Let's do "Jealous Guy" live as a tribute.' The response was so overwhelming that we got back, recorded it and put it out as a single.

We'd had No 1 albums — we always thought of ourselves as an albums rather than a singles band — and we did have singles in the top five, but it was our first No 1 single.

Having a No 1 didn't really change anything.
— Брайан Ферри

### Avalonи второй распад (1982—1983)
Запись альбома Avalon проходила с 1981 по 1982 годы в Compass Point Studios в столице Багамских островов — городе Нассау.

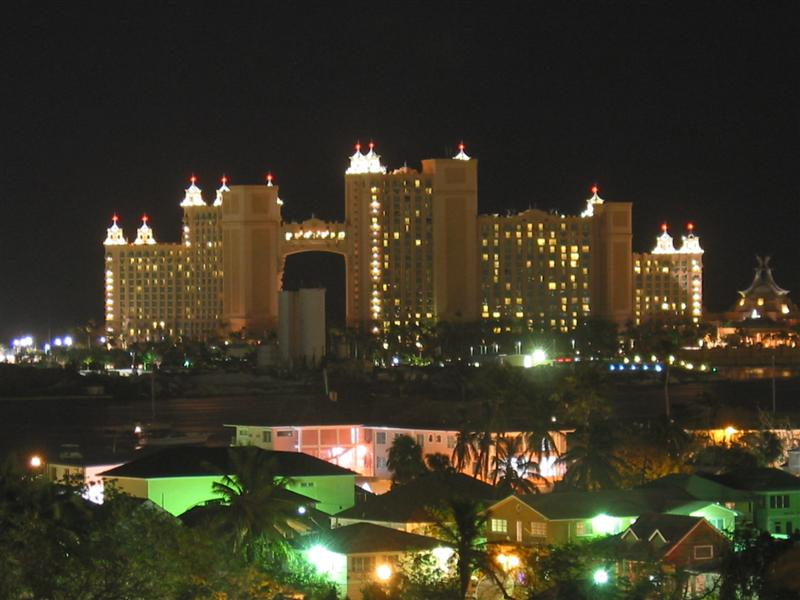
Столица Багамских островов — Нассау. В этом городе с 1981 по 1982 годы проходила запись последнего восьмого студийного альбома Roxy Music — Avalon

На Avalon Roxy Music окончательно сменили творческие ориентиры, сумев сохранить при этом авангардную стилистику своих ранних работ. Музыканты представили соединение таких жанров, как: синти-поп, регги, эмбиент, новая романтика, альбом нежнее и меланхоличнее остальных работ . Критики отмечают высокий профессионализм музыкантов, доходящий до перфекционизма. Созданный исключительно под руководством Ферри, альбом напоминает его сольные работы.
Альбом был хорошо встречен поклонниками Roxy, ряд критиков сочли эту работу лучшей в дискографии группы, отметив исключительные аранжировки, отличные мелодии, удачные инструментальные композиции, а также самую важную деталь этого диска — тщательно продуманное продюсирование. Диск стал самым успешным и продаваемым за всю историю существования коллектива.
Диск Avalon возглавил хит-парады Великобритании, Нидерландов, Швеции, Норвегии, Новой Зеландии.
Первый сингл с него, «More Than This», вышел в апреле 1982 и занял 6 место в UK Singles Chart.
Второй сингл «Avalon» (при участии бэк-вокалистки Яник Этьенн) занял 13 место, в Бельгии же он поднялся до 5 позиции. В сентябре вышел третий сингл из альбома, «Take A Chance With Me», который занял 26 место в Великобритании, 5 — в Ирландии. Avalon получил платиновый статус в Великобритании, Канаде, а также в США, где он стал единственным платиновым альбомом группы. Диск вошёл в список 500 величайших альбомов по версии журнала Rolling Stone, где был поставлен на 307 место.
Roxy Music провели успешный тур в поддержку альбома, вместе с Roxy на одной сцене выступали хорошо известные Ферри King Crimson, а также певица Мэри Уилсон. Эти музыканты поддерживали коллектив в Великобритании, в то время как Berlin выступали с Roxy Music в США. Группа в 1983 году выпустила концертный мини-альбом Musique/The High Road (26 строчка в Великобритании). За ним последовало американское турне, оказавшееся в истории Roxy Music последним. Концертные выступления были выпущены в альбомах Heart Still Beating и The High Road, а также отсняты на видео.
Осенью в печати появились слухи о том, что Маккей и Манзанера собираются покинуть Roxy Music и основать собственную группу. Летом следующего года, вместе с вокалистом Джеймсом Уэйтом они собрали The Explorers и выпустили синглы «Lorelei» и «Falling for Nightlife». Roxy Music распались без ссор и конфликтов. Каждый из участников для записи своих следующих работ, как правило, приглашал бывших коллег. В ноябре 1983 года вышел сборник The Atlantic Years 1973—1980 (в заголовке имелся в виду американский дистрибьютор), имевший весьма скромный успех (23 место).
После распада группы Ньюмарк стал постоянным сотрудником Ферри, который продолжил успешную сольную карьеру с серией синглов и альбомом Boys and Girls (#1 UK). В 1986 году песня «Is Your Love Strong Enough», записанная в ходе «Avalon»-сессий, вошла в звуковую дорожку фильма Ридли Скотта «Легенда», а затем была выпущена синглом и поднялась до 22-го места в Британии. В том же году двойной сборник Street Life: 20 Great Hits возглавил британский хит-парад и стал платиновым: в него вошли как песни Roxy Music, так и сольный материал Ферри.

### Воссоединение и окончательный распад (2001—2014)
Брайан Ферри хранил тёплые воспоминания по Avalon Tour, и уже давно жаждал возродить Roxy Music, хотя бы как временный концертный проект. Отыграв к осени 2000 года сольный концертный тур As Time Goes By Tour, он сделал товарищам по группе предложение о воссоединении, которое из-за разных обстоятельств затянулось. Только летом 2001 года Ферри, Манзанера и Томпсон отправились в четырёхмесячный гастрольный тур, посвящённый 30-летнему юбилею Roxy Music. Первое за 18 лет шоу состоялось 9 июня в Дублине. После европейской части турне музыканты отправились в Америку, затем в Австралию и Японию. Последний концерт тура был дан в лондонском Хаммерсмит Аполло. Выпущенный в честь воссоединения сборник The Best of Roxy Music в 2001 году занял в британском хит-параде 12 место.

В дальнейшем музыканты группы продолжили активное сотрудничество. Манзанера и Томпсон приняли участие в записи вышедшего в 2002 году альбома Ферри Frantic, Брайан Ино стал соавтором заключительной композиции в этом альбоме, «I Thought». В 2004 году Брайан Ино, Энди Маккей, Пол Томпсон и приглашённые Дэвид Гилмор (Pink Floyd) и Крисси Хайнд участвовали в записи шестого студийного альбома Манзанеры 6PM.

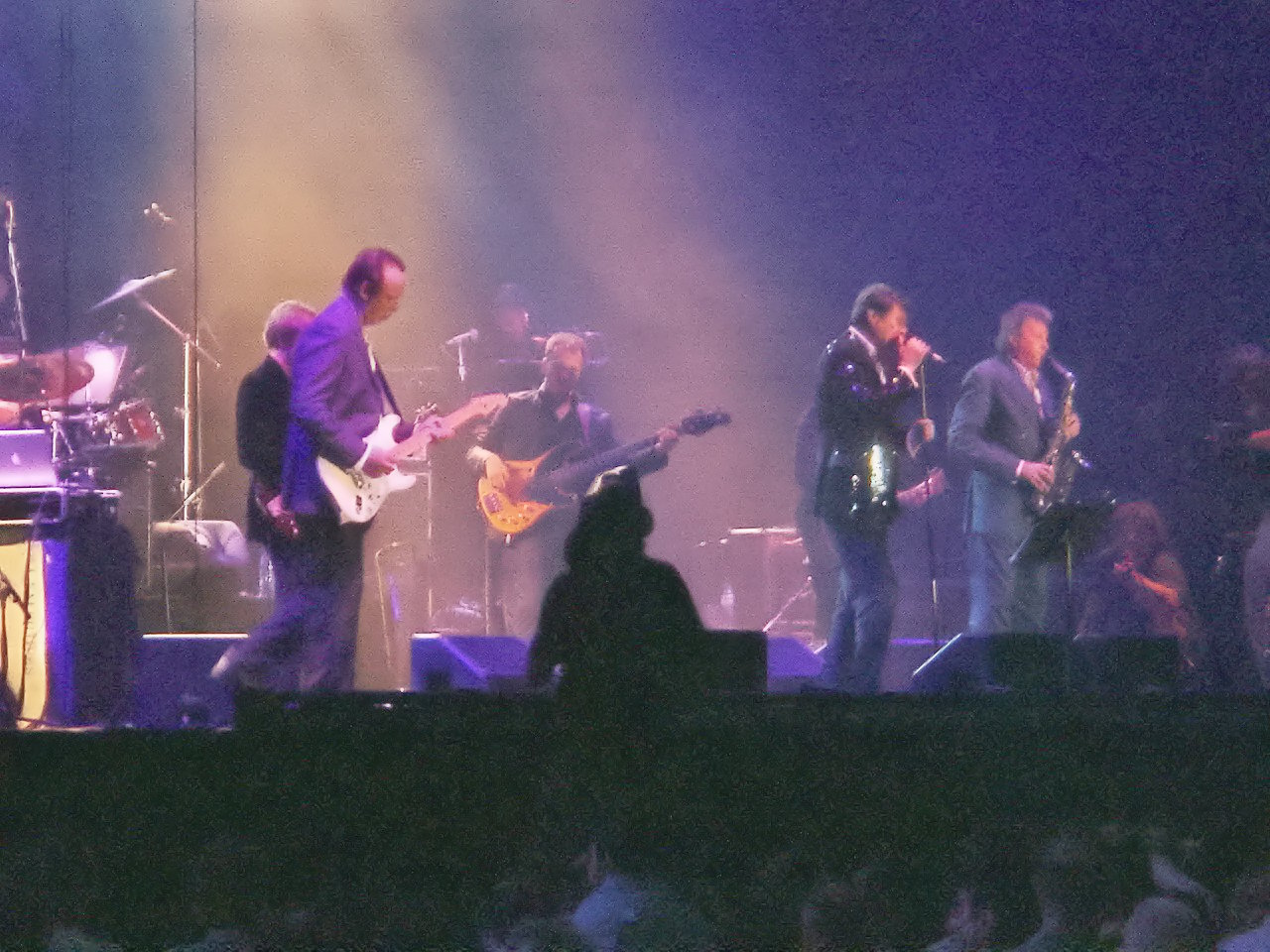
Roxy Music выступают в ExCeL London в 2006 году

В 2005 году Roxy Music вернулись к концертной деятельности. В марте они выступили в Лондоне вместе с Дэвидом Гилмором и музыкантами Spandau Ballet. Roxy Music исполнили композиции «In Every Dream Home a Heartache», «A Song for Europe», «Jealous Guy», «Editions of You», «Virginia Plain», сам Брайан Ферри в дополнение ко всему ещё и играл на клавишных. В июне группа участвовала в фестивале на острове Уайт.
На официальном сайте Манзанеры было объявлено о планах записи нового диска Roxy Music. Среди прочего упоминалось о том, что участие в проекте примет Брайан Ино. Последний изначально отрицал этот факт, однако в 2006 году признался, что сочинил две песни для альбома, а также исполнил клавишные партии для остальных композиций. Тем не менее Ино категорически отказался участвовать в концертных выступлениях Roxy Music. Также планируемый альбом должен был стать первой после долгого перерыва работой с участием ударника Пола Томпсона. Эта новость стала неожиданной для многих, так как группа ничего нового не записывала в течение 25 лет, с момента своего распада.

В июле 2006 Roxy Music провели европейские гастроли, выступая в основном в странах, где прежде не бывали (Сербия, Македония). Однако Пол Томпсон не смог принять участия в этом турне из-за проблем со здоровьем, вместо него выступал Энди Ньюмарк. 
Манзанера и Маккей — чрезвычайно напористые музыканты, в самый неожиданный момент выступают вперёд, чтобы выдать динамичные соло, а взрывной Томпсон электризует их выступление барабанной дробью. На самом деле музыкальность составляет сердцевину этого постоянного нажима, как и основу его координации со стороны фронтмена Ферри.
4 октября 2006 года Roxy Music были удостоены награды Radio Music Icon Award на церемонии Diesel-U-Music Awards в Shoreditch Town Hall. Награда присуждалась за вклад в развитие современной музыки. Тем временем новости о предстоящем релизе появлялись, однако альбом всё не выходил, хотя в 2007 году Ферри подтвердил, что к нему уже написано несколько песен, и новый диск Roxy Music обязательно увидит свет. Продюсировать эту работу должны были Ретт Дэвис и Крис Томас, ранее сотрудничавшие с группой. В результате от выпуска альбома всё же пришлось отказаться, некоторые заготовки к нему вошли в очередной сольный релиз Ферри Olympia (2010).
27—29 августа 2010 года Roxy Music выступали на французском фестивале Rock en Seine в парке Сен-Кулу. В 2012 году все восемь студийных альбомов Roxy Music прошли ремастеринг и были переизданы в бокс-сете The Complete Studio Recordings 1972—1982 в честь 40-летнего юбилея коллектива. Ещё два диска из комплекса содержат песни, ранее не выходившие на CD, ремиксы и отредактированные версии некоторых композиций. Бокс-сет доступен как на CD, так и на DVD. Издание было положительно встречено музыкальными критиками.
В ноябре 2014 года Фил Манзанера заявил, что Roxy Music распались, и дал понять, что после проведения последних гастролей в 2011 году коллектив больше не будет выступать на сцене. Манзанера также добавил, что участники заняты сольными проектами, и в 2016 году будут выпущены два бокс-сета с двумя первыми альбомами.

## Стиль, влияние, оценка творчества
Творчество Roxy Music — это неповторимая смесь высокой моды, романтики, ностальгии и устремлённости в будущее. Коллектив, безусловно, испытал влияния The Beatles — любимой группы Брайана Ферри, — и The Velvet Underground, поклонником которых являлся Брайан Ино. Направление Roxy Music традиционно определяют как глэм-рок или арт-рок. Первая классификация обычно в большей степени связана с фигурой Ферри, вторая — с участием Ино. Историки музыки причисляют группу к ключевым фигурам глэма в Великобритании, среди которых называются также: Дэвид Боуи, Гари Глиттер, Slade и Sweet. Не последнюю роль в этом сыграли характерные для глэм-исполнителей андрогинные образы, к которым активно прибегали Брайан Ино и Брайан Ферри. В целом же, вписать творчество Roxy Music в какие-либо стилистические рамки крайне затруднительно. Например, Саймон Рейнольдс из Guardian обозначает содержимое первых трёх их альбомов словом «постпсиходелика», где в равных пропорциях смешаны глэм и прогрессивный рок. А Роберт Хильбурн из Los Angeles Times считает, что группу вообще не следует относить к глэм-культуре.
Что касается тематики песен Roxy Music, то она очень разнообразна. Коллектив обращался к таким темам как цинизм («A Really Good Time»), одиночество («In Every Dream Home A Heartache»), религия («Psalm»). Композиция «2HB» посвящена Хамфри Богарту, любимому киноактёру Ферри, а попурри «The Bob (Medley)», состоящее из шести частей, — Второй мировой войне. Содержание и настроение песен гармонирует со сценическим образом Брайан Ферри, убедительно сыгравшего роль потерянного и беспомощного романтика, и с его манерой исполнения, в чём-то схожей с Леонардом Коэном.
Roxy Music находились в постоянном развитии, коллектив непрерывно экспериментировал, обогащая свою музыку элементами прогрессива, джаза, диско и протопанка. Первый альбом группы ещё содержит отзвуки прежних стилей, но уже это не было простым заимствованием, — материал был подан настолько неожиданно, выразительно и гармонично, что зазвучал по-новому. Кит Фиппс из The A.V. Club пишет, что к концу 1970-х Roxy Music совершенно преобразились, что стиль их позднего творчества можно определить как софт-рок, и при этом все восемь студийных альбомов коллектива стали классикой.

Если вы знаете Roxy Music по альбому Avalon, то возможно, можете ассоциировать группу с поп-музыкой 80-х. А если вы слышали лишь ранние работы группы, то вы сразу можете подумать о глэм-роке.
— Кит Фиппс
Биограф коллектива, музыкант и писатель Дэвид Бакли заявляет, что Roxy Music были самой первой и самой лучшей арт-рок-группой, и в то же время, что Roxy Music были первой панк-группой в Великобритании, если под панком понимать не внешние атрибуты, вроде грубой и развязной игры, а торжество абсурда над серостью и мейнстримом. Особенно панковским, по мнению Бакли, был подход Ферри к промоушену. Roxy Music, пишет автор, ворвались в мир рока, жульнически разрушив его правила, и в этом они были даже сродни дадаистам. Хоть они и не повлияли на панк в музыкальном плане, в песнях «Street Life» и «Editions of You» проявлялась та самая развязность и напористость, характерные для панк-рока.
Вообще Roxy Music часто называют зачинателями самых разных музыкальных стилей и направлений. Так, по мнению обозревателя американского журнала New York Magazine, Roxy Music наравне с Дэвидом Боуи следует считать пионерами новой волны. Как считает автор книги A History of Rock Music Пьерро Скаруффи, первые три альбома коллектива (Roxy Music, For Your Pleasure, Stranded) кардинально изменили прогрессивный рок и подготовили почву для пришествия новой волны и синти-попа. Roxy Music стали вдохновителями для многих исполнителей новой волны, их влияние заметно в творчестве множества групп новой романтики и экспериментальной электроники, таких как: ABC, Talk Talk, Cabaret Voltaire, The Human League, Heaven 17, Spandau Ballet, Visage, The Smiths, Culture Club, Duran Duran, Kraftwerk, Radiohead, The Cars, Ultravox, Найл Роджерс, Talking Heads, Devo, Гэри Ньюман, Japan, Eurythmics, Adam and the Ants, Suede, Кейт Буш, Magazine, Amora, Simple Minds, Дэвид Бирн, The New Pornographers, The Polyamorous Affair, Alphabet Saints, Ladytron, Icehouse, American Music Club.
По мнению Кэролин Салливан из The Guardian, электронная музыка вошла в мейнстрим тоже благодаря Roxy Music, а точнее — благодаря участию Брайана Ино в ранних студийных релизах группы.
Дэвид Бакли относит группу к самым влиятельным коллективам 1970-х. Roxy Music, по его словам, целому поколению музыкантов подарили дух иронии, привили вкус к электронике, открыли мир моды. Некоторые критики считают, что Roxy Music удалось создать два самых влиятельных альбома того времени: Roxy Music и For Your Pleasure. Критик Айра Роббинс идёт ещё дальше и называет Roxy Music самой влиятельной группой десятилетия.
Roxy Music одними из первых бросили вызов представлению, что мода и стиль абсолютно не совместимы с рок-музыкой. Группу не раз сравнивали с такими коллективами, как Soft Machine, Family, в основном из-за длинных волос и бород. Можно сказать, что Roxy Music первыми поставили рок на службу моде. Важной составляющей визуального образа группы стали обложки их альбомов, оформление которых Роберт Хильбурн назвал «причудливым», «красочным» и «очаровательным».
Несмотря на всё сказанное о Roxy Music, как о коллективе, раздвинувшем рамки старых жанров и открывшем новые направления, в нём изначально присутствовал ограничитель. Им оказался сам Брайан Ферри, основатель и харизматический лидер группы, её лицо и движущая сила. Нет сомнений, что сразу же после образования Roxy Music Ферри задался целью захватить в ней лидерство. Однако чем больше он контролировал коллектив и процессы, в нём происходящие, тем меньше свежей и по-настоящему хорошей музыки они делали. Только благодаря усердному старанию остальных музыкантов и однажды найденному собственному стилю и звучанию Roxy смогли удержаться от полного слияния с поп-музыкой. Несмотря на то, что Roxy Music всё же пришлось подчиниться правилам коммерческого рынка, и они стали заигрывать с популярными в конце 70-х стилями: прежде всего с диско и новой волной, это не лишило их музыку изящности и оригинальности. Джули Бёрчилл в статье журнала New Musical Express пишет следующее:

Их музыка — это драгоценная реликвия, которая в настоящее время уже кажется устаревшей. Но в своих высших проявлениях они лучше, чем Дэвид Боуи, The Supremes, The Doors, Sex Pistols и, полагаю, лучше всех, кого я ещё услышу.
Оригинальный текст (англ.)This music is a precious relic, not relevant anymore. But at their best, Roxy Music were better than David Bowie, than the Supremes, than the Doors, than the Sex Pistols, and anymore I imagine I will ever hear.
— Джули Бёрчилл
Roxy Music смогли заставить авангард звучать доступно, а поп-музыку — авангардно. Так, песню «Pyjamarama», относящуюся к наиболее «сложному» периоду группы, зачастую называют предвестником жанра брит-поп. На излёте Roxy Music успели оказали большое влияние на будущих звёзд и этого направления, таких как: Pet Shop Boys, Pulp, Elastica. Участники Franz Ferdinand, My Chemical Romance, Scissor Sisters тоже признают влияние Roxy. Как полагают сами музыканты Roxy Music, продолжающие концертировать и сегодня, их мелодии весьма просты, но звуковые текстуры и образы вдохновили многих исполнителей, пришедших им на смену.

## Состав

### Последний состав
- Брайан Ферри — вокал, клавишные (1971—1983, 2001—2014)
- Энди Маккей — саксофон, гобой (1971—1983, 2001—2014)
- Пол Томпсон — ударные (1971—1980, 2001—2014)
- Фил Манзанера — гитара (1972—1983, 2001—2014)

### Бывшие участники
- Грэм Симпсон — бас-гитара (1971—1972; умер в 2012)
- Роджер Банн — гитара (1971)
- Декстер Ллойд — ударные (1971)
- Брайан Ино — синтезатор (1971—1973)
- Дэвид О’Лист — соло-гитара (1971—1972)
- Питер Пол — бас-гитара (1972)
- Рик Кентон — бас-гитара (1972—1973)
- Эдди Джобсон — синтезатор, скрипка (1973—1976)
- Джон Густафсон — бас-гитара (1973—1974; умер в 2014)
- Пол Каррак — клавишные (1978—1980)
- Алан Спеннер — бас-гитара (1978—1982; умер в 1991)
- Гэри Тиббс — бас-гитара (1978—1980)

## Дискография
- Roxy Music (1972)
- For Your Pleasure (1973)
- Stranded (1973)
- Country Life (1974)
- Siren (1975)
- Manifesto (1978)
- Flesh and Blood (1980)
- Avalon (1982)
- Inside Roxy Music (Документальный фильм о группе) (2004)